# Gargantua
Pour les articles homonymes, voir Gargantua (homonymie).
La vie tres horrifique du grand Gargantua, père de Pantagruel jadis composée par M. Alcofribas abstracteur de quinte essence. Livre plein de Pantagruelisme selon l'édition de François Juste de 1542, ou plus simplement Gargantua, est le deuxième roman de François Rabelais publié en 1534 ou 1535.
D’une structure comparable à celle de Pantagruel (1532), mais d’une écriture plus complexe, il conte les années d’apprentissage et les exploits guerriers du géant Gargantua. Plaidoyer pour une culture humaniste contre les lourdeurs d’un enseignement sorbonnard figé, Gargantua est aussi un roman plein de verve, d’une grande richesse lexicale, et d’une écriture souvent crue.
Rabelais a publié Gargantua sous le même pseudonyme que Pantagruel : Alcofribas Nasier (anagramme de François Rabelais), « abstracteur de quinte essence ».

## Résumé

### Prologue
Le roman s'ouvre par un appel au lecteur qui l'invite à la bienveillance et annonce le caractère comique de l'œuvre. Cette exhortation s'explique notamment par l'hostilité des autorités ecclésiastiques à l'égard de Rabelais après la publication de Pantagruel, et plus largement envers les évangéliques dans leur ensemble. Maniant le paradoxe, le narrateur Alcofribas incite dans un premier temps à ne pas se fier à la dimension comique du propos, à interpréter à plus haut sens, et met en garde contre les lectures allégoriques.
Le prologue peut être lu comme une invitation à une lecture plurielle, ambivalente et ouverte de l'œuvre, ou une illustration du procédé rhétorique de la captatio benevolentiae, invitant sans ambiguïté le lecteur à rechercher un sens univoque derrière la folâtrerie et l'obscurité du texte.

### Une jeunesse rigolarde et humaniste

#### Généalogie, naissance, prénom

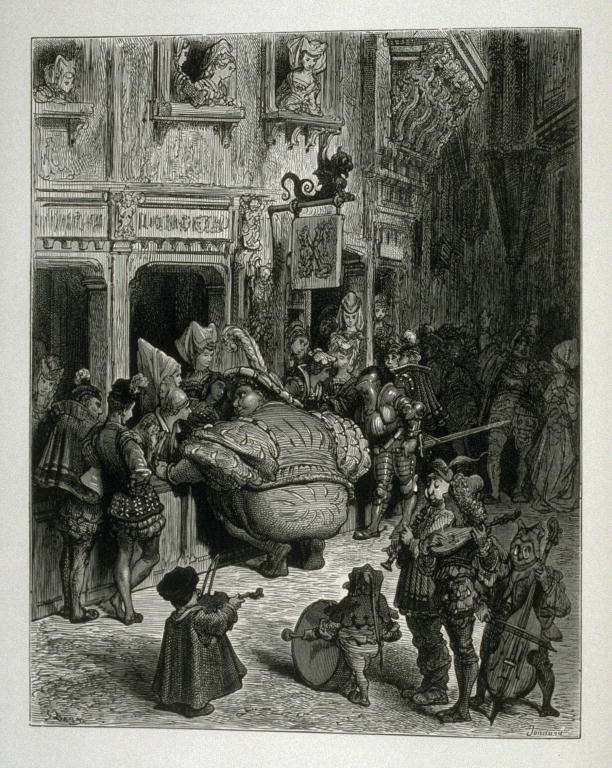
Illustration de Gargantua par Gustave Doré (1873).

Le narrateur trace la généalogie de Gargantua grâce à un manuscrit en écorce d'ormeau trouvé par un paysan. Comme pour Pantagruel, la tendance des nobles à s'inventer des ancêtres prestigieux ou celle des historiens à trouver l'origine des lignées royales dans les temps les plus reculés est tournée en dérision : « Et pour vous donner à entendre moy qui parle, je cuyde que soye descendu de quelque riche roy ou prince au temps jadis ». La cible de Rabelais est ici Lemaire de Belges, qui affirme dans ses Chroniques que les Francs descendent des Troyens.
Dans le deuxième chapitre, un poème intitulé les franfreluches antidotées se présente comme un texte fragmentaire et obscur ajouté à la fin du manuscrit fictif et que le narrateur déclare fournir par « reverence de l'antiquaille ». Ce chapitre résiste encore à l'interprétation, malgré ses références manifestes à l'actualité politique de l'époque. Les strophes à peine compréhensibles font référence à la diète de Nuremberg, à la répression des hérétiques ou à la paix des Dames, Marguerite d'Autriche, la tante de Charles Quint, étant qualifiée péjorativement de Pentasilée, la reine des Amazones.
Gargantua naît, après onze mois de grossesse, de l'union de Grangousier et de Gargamelle, fille du roi des Parpaillons, pendant un fastueux banquet où les invités tiennent des propos incohérents. Gargantua nait de manière étrange. Après que Gargamelle eut mangé trop de tripes, on lui administre un astringent qui conduit Gargantua à naître par l'oreille gauche, permettant ainsi à Rabelais de décrire l'ensemble du trajet de Gargantua à travers le corps de sa mère. Il réclame alors aussitôt à boire. Cette fiction obstétrique, qui mêle vocabulaire médical technique (« cotylédons de la matrice ») et expressions triviales, joue avec le savoir scientifique de l'époque, les écoulements abondants de l’accouchement annonçant par exemple un risque de fausse couche. Elle évoque également une légende populaire selon laquelle Jésus-Christ est sorti de l'oreille de sa mère en entendant les paroles de l'ange Gabriel.
Son père, en découvrant son fils qui réclame à boire, s’écrie : « Que grand tu as », sous-entendant la taille du gosier. C'est pourquoi l'enfant est baptisé « Gargantua ». De fait, pour l’allaiter, il faut le lait de rien moins que 17 913 vaches.
La description des vêtements du géant, par son caractère excessif et parfois outrancier, tourne en dérision le motif épique de l’équipement du héros. Elle s'attarde sur le détail absurde d'une braguette, à l’époque une poche attachée en haut des chausses. Qualifiée de corne d'abondance et sertie d'émeraudes, symbole de Vénus d'après Pierio Valeriano Bolzano, elle célèbre le pouvoir reproducteur. De même, la plume du chapeau renvoie à la charité chrétienne. Derrière la profusion et les matériaux nécessaires à l'accoutrement du géant, l'ornement représente un ensemble d'idéaux humanistes et religieux. Gargantua est habillé de blanc et de bleu, les deux couleurs du blason de son père. Le narrateur polémique à propos de la symbolique des couleurs depuis les temps antiques. Il affirme que le blanc symbolise la joie, et le bleu les réalités célestes.

#### Enfance et éducation

##### Une intelligence dévoyée

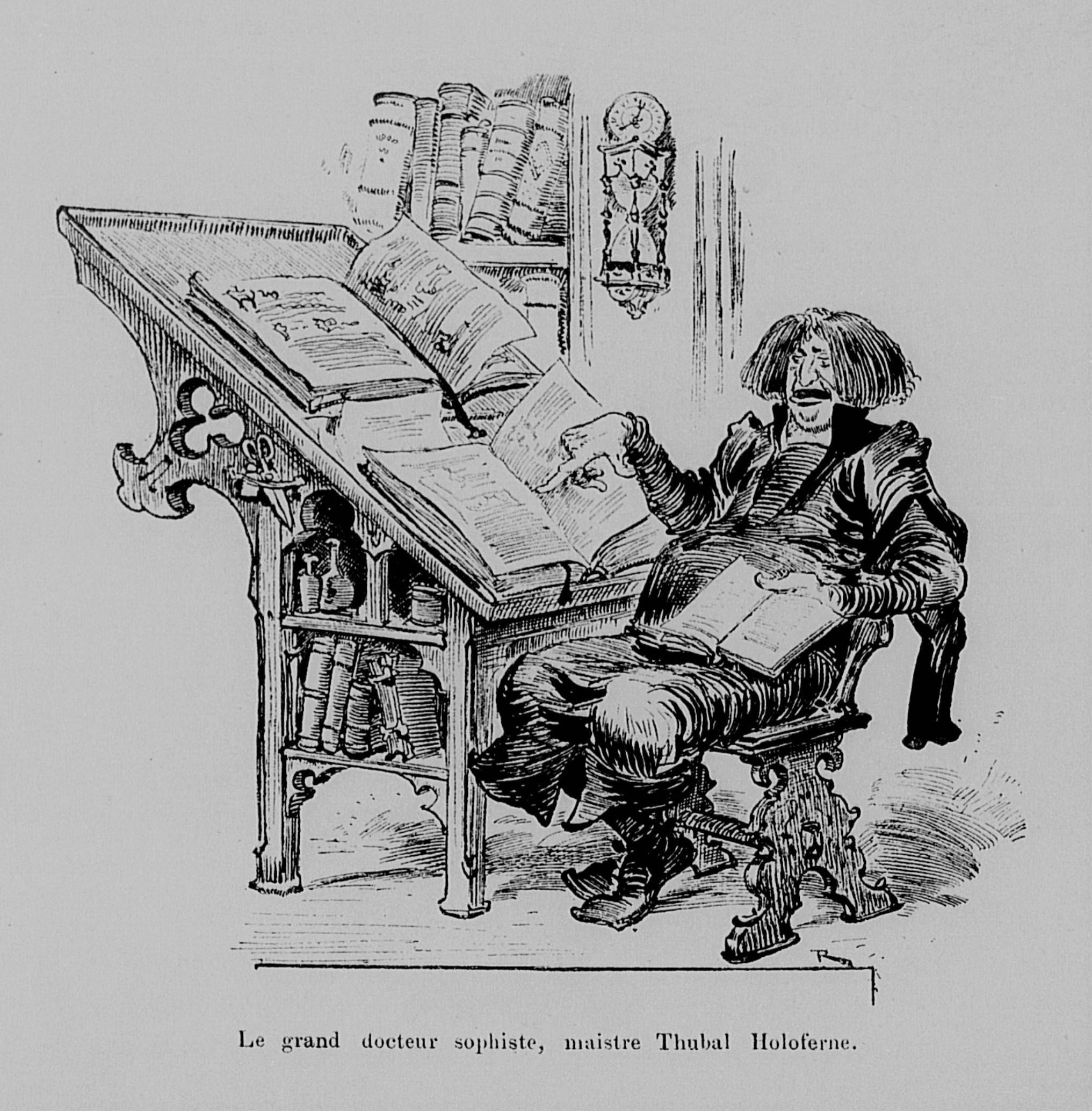
Portrait du précepteur de Gargantua, Thubal Holoferne, selon Albert Robida (1885)

De trois à cinq ans, Gargantua ne connait aucune contrainte : il boit, il mange, il dort, il court après les papillons, et il se roule dans les ordures selon son bon plaisir. On lui offre un cheval de bois pour qu’il devienne un bon cavalier et, quand le seigneur de Painensac lui demande où se trouve l'étable, il l'emmène dans sa chambre. Il lui montre les montures qu'il a fabriquées, multipliant les jeux de mots. Sa vivacité d'esprit étonne son père, de retour de bataille, qui se fait expliquer de manière poétique, dans un « propos torcheculatif » composé d'épigrammes et d'un rondeau scatologique, comment il a découvert le meilleur torchecul possible après avoir testé de nombreux accessoires, végétaux et animaux. Gargantua conclut son comparatif des papiers toilette en disant que c'est un « oyzon bien dumeté, pourveu qu'on luy tienne la teste entre les jambes ».
Le comportement sauvage de Gargantua, aux instincts débridés, illustre en partie les idées d'Érasme, qui incite à ne pas négliger l’instruction du petit enfant. Néanmoins, il témoigne également de l’émerveillement amusé de Rabelais devant le corps humain.
Devant l’intelligence de son fils dévoyée par le manque d'éducation, Grandgousier décide de le confier à un précepteur, un sophiste réputé, Thubal Holoferne. Pour lui faire apprendre les lettres, ce dernier lui apprend à réciter par cœur, à l’endroit et à l’envers, des textes issus de la scolastique. Le formalisme et l'insignifiance de la grammaire modiste sont tournés en dérision. Atteint de la vérole, le précepteur meurt, et il est remplacé par un autre maître tout aussi incompétent, Jobelin Bridé. Le roi s'aperçoit que Gargantua s'abêtit et décide de lui donner un nouveau professeur.

##### Sophistes et sorbonicoles
Remarquant l'apathie de son fils, Grandgousier se plaint à don Philippe des Marays Viceroy de Papeligosse, qui lui recommande un nouveau précepteur, humaniste, du nom de Ponocrates. Pour preuve de son talent, il lui présente l'un de ses élèves, Eudémon, qui déclame un éloge de Gargantua avec aisance, dans un latin parfait et en respectant les règles de la rhétorique. Grandgousier l'engage aussitôt.
À même époque, Grandgousier reçoit en cadeau du roi de Numidie une énorme jument (image empruntée au folklore médiéval et présente dans les Grandes chroniques). Grâce à cette monture, Gargantua part pour Paris avec son précepteur et ses gens car il veut voir comment étudient les jouvenceaux de la capitale. Sur la route, la jument chasse de sa queue « mouches bovines et freslons » avec une telle force qu’elle rase toute la forêt d'Orléans, spectacle devant lequel Gargantua s'exclame : « Je trouve beau ce », étymologie fantaisiste et peut-être ironique pour la région de Beauce. Le récit toponymique laisse poindre une désapprobation à l'égard des arasements sauvages plutôt qu'une admiration paysagère, comme l'évoque le fait que tout le pays fut « reduict en campagne », c'est-à-dire transformé en terres agricoles dépouillé d'arbres.

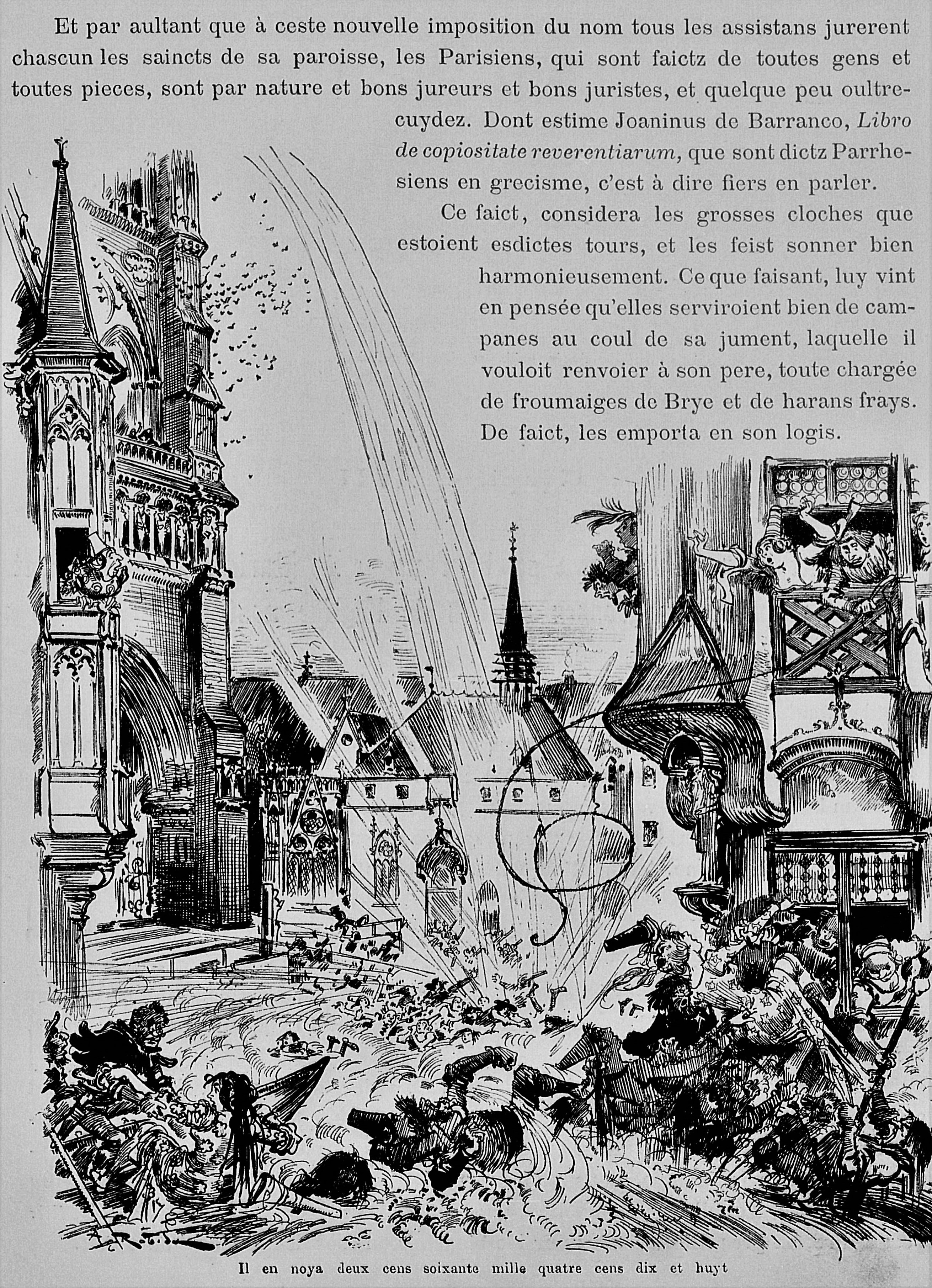
Gargantua compisse les Parisiens (Robida, 1886).

Gargantua arrive à Paris et suscite aussitôt la curiosité des habitants. Il se réfugie sur les tours de Notre-Dame, d'où il compisse ses poursuivants et en noie « deux cens soixante mille, quatre cent dix et huyt. Sans les femmes et petits enfans ». Ce déluge d'urine donne lieu à une nouvelle facétie étymologique, les uns jurant en colère, les autres « par ris » (Paris). Gargantua emporte les cloches de la cathédrale pour les accrocher au cou de sa jument. Le doyen de la Sorbonne, Janotus de Bragmardo (dont le patronyme est une équivoque garantie sur le mot braquemart, qui désigne aussi bien une épée que le sexe masculin en érection), est envoyé par l'université pour tenter de convaincre Gargantua de rendre les cloches. Il fait un long discours sans savoir que le géant a déjà satisfait sa demande. La harangue est une caricature carnavalesque des maîtres scolastiques et des théologiens de la faculté, principalement constituée de quinte de toux et de fautes de latin. Eudémon et Ponocrates rient si fort qu'ils pensent en mourir, comme Philémon. Après avoir récupéré les cloches, le doyen Janotus demande à être récompensé ; ses confrères refusent, ce qui entraîne un procès infini dont l'arrêt est renvoyé aux calendes grecques.

##### Un enseignement humaniste
Ponocrates observe le comportement de Gargantua afin de comprendre la méthode de ces anciens précepteurs. Le régime de vie imposé par ces derniers accordait un long temps de repos, une absence d'hygiène et une nourriture réglée sur l’appétit, à l’encontre des préceptes définis par un pédagogue comme Vivès. Le récit inclut une longue liste de jeux auxquels s'adonne le géant, comme le trictrac et le colin-maillard.
Le précepteur décide de modifier en douceur l'éducation de Gargantua et demande à un médecin de lui administrer de l'ellébore d'Anticyre, réputée soigner la folie, ce qui efface les mauvaises habitudes et le savoir corrompu de son élève. Gargantua suit alors une éducation complète, encyclopédique et morale, dans laquelle l’exercice physique et l’hygiène corporelle tiennent également une place centrale. Il découvre les auteurs grecs et latins, apprend l'arithmétique en jouant aux dés ou aux cartes et s'exerce à la musique. L'écuyer Gymnaste lui apprend la pratique des armes et de la cavalerie ; Ponocrates et Eudémon développent son goût à l'effort, son sens de la justice et son esprit critique.
Quand le temps restreint les occupations extérieures, il mène des activités artistiques et artisanales, comme la peinture et la métallurgie, écoute les leçons publiques, s'entraîne à l’escrime, s'intéresse à l’herboristerie, sonde les boniments des commerçants et modère ses repas. Ce programme, en apparence démesuré, est à la mesure d'un géant et vise à rattraper six décennies perdues. Il s'inscrit dans la perspective humaniste étayée par Érasme, en faveur d'une pédagogie fondée sur la compréhension et le développement des facultés individuelles . Une fois par mois, Ponocrates et Gargantua profitent d'un jour ensoleillé pour aller à la campagne, faire grande chère sans omettre de réciter ou de composer des poèmes.

### La guerre picrocholine

#### Déclenchement des hostilités

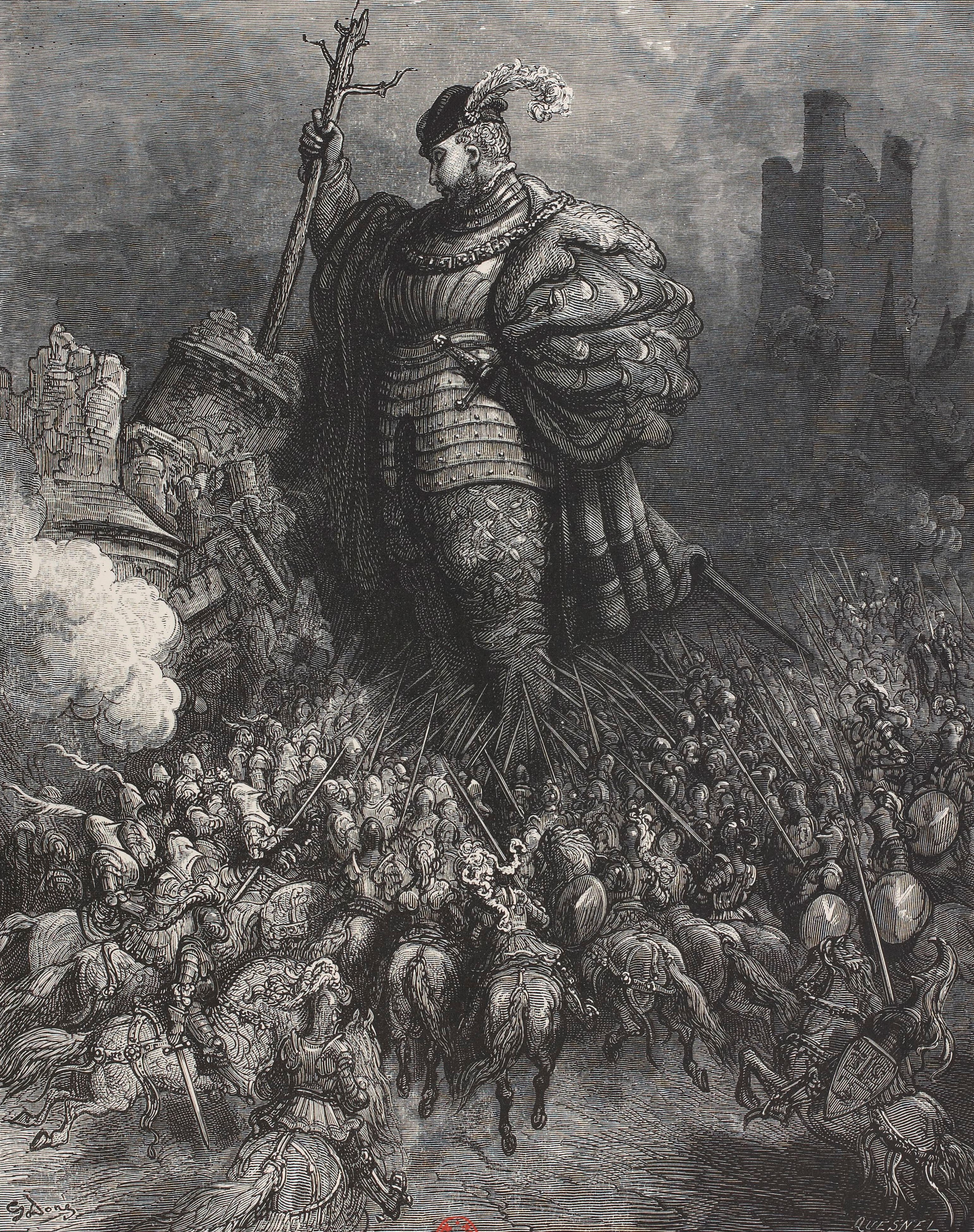
D'après Abel Lefranc, le château du gué de Vède se situerait près de Négron (Gustave Doré, 1873)

Alors que les bergers du pays de Gargantua demandent aux fouaciers de Lerné de leur vendre leurs fouaces, ceux-ci les insultent. L'insulte vire au pugilat. Un marchand, du nom de Marquet, fouette Frogier, l'un des bergers. Frogier l'assomme. Pendant que les fouaciers s'en vont, les bergers prennent des fouaces en payant le prix habituel. L'incident provoque la colère de Picrochole, roi de Lerné, dont le nom signifie justement « qui a une bile amère ». La guerre qui s'annonce est une satire des visées expansionnistes de Charles Quint. Elle se déroule aux alentours de la Devinière, dans le Chinonais. Cet ancrage rural et localisé contraste avec les accents homériques du conflit
L'armée pille et saccage les terres de Grandgousier. L'attaque du clos de l'abbaye de Seuilly voit l'entrée en scène du personnage de Frère Jean des Entommeures, personnage haut en couleur qui massacre avec entrain les pillards. Cet épisode rappelle le sac de Rome, le saccage de la vigne évoquant l'Église menacée.
Picrochole s'empare du château de La Roche-Clermault, où il se barricade solidement. Dans une volonté d'apaisement, Grandgousier envoie son maître des requêtes Ulrich Gallet haranguer l'envahisseur, tout en rappelant dans une lettre à son fils la nécessité de défendre ses sujets. Dans un esprit érasmien, il déclare « je n'entreprendray guerre, que je n'aye essayé tous les ars et moyens de la paix » et tente d'acheter celle-ci en dédommageant les fouaciers. Picrochole y voit un aveu de faiblesse ; ses conseillers encouragent ses visées impérialistes et l'invitent à conquérir toutes les terres aux alentours, jusqu'en Asie mineure.
Arrivés à Parilly après avoir quitté Paris, Gargantua et ses gens décident de s'informer de la situation auprès du seigneur de Vauguyon. Partis en reconnaissance, Gymnaste et l'écuyer Prelingand rencontrent des belligérants conduits par le capitaine Tripet. Gymnaste les défait par la ruse et son agilité, notamment parce qu'il persuade ses interlocuteurs de sa nature diabolique en se livrant à des exercices de voltige et d'acrobatie sur son cheval.
Gargantua, informé de l'impréparation militaire des ennemis par cet incident, se met en route un arbre à la main. Sa jument provoque le débordement de la rivière en urinant, ce qui noie les troupes ennemies en aval du Gué de Vède. Il rase le château après avoir reçu des coups de canons, de fauconneau et d'arquebuses avant d'arriver dans le domaine de Grandgousier. Ce dernier croit alors que son fils amène des « éperviers de Montagu », autrement dit des poux, alors qu'il s'agit des boulets d'artillerie, interprétés précédemment par Gargantua comme des grains de raisins. Ces mauvaises interprétations reposent sur l'exagération, procédé comique courant qui tient à la disproportion des géants. Un festin se prépare alors pour fêter ce retour au château familial.

#### Propos de table
Lors de ce repas fastueux, Gargantua avale involontairement des pèlerins cachés dans la laitue de son jardin. Ils survivent en s'accrochant aux dents du géant, qui les retire à l'aide d'un cure-dent. Une fois tirés d'affaire, un pèlerin cite les Psaumes pour expliquer que leur aventure était prédite par le roi David. Reprenant le motif de l'avalage cher aux récits de géants, ce chapitre raille la pratique des pèlerinages, ainsi que la lecture naïve et littérale du texte biblique.
Apprenant les prouesses de Frère Jean, Gargantua le mande à sa table. Ces derniers s’apprécient et, avec les convives, ils boivent, divaguent et multiplient les jeux de mots dans la tradition des joyeux propos de tables. À la suite d'une remarque d'Eudémon, Gargantua se livre à une diatribe contre les moines, accusés de ne pas travailler de leurs mains, de marmonner des prières sans les comprendre et de déranger leur entourage, à la différence de Frère Jean, travailleur et courageux. Lorsqu'il demande pourquoi ce compagnon possède un long nez, Grandgousier affirme qu'il s'agit de la volonté divine. Ponocrates, par sa présence opportune à la foire au nez, prétend, comme le concerné, que son appendice grandissait dans les seins de sa nourrice comme la pâte avec du levain. Cette question rejoint le goût d'alors pour les devinettes, comme les cultive souvent Rabelais.

#### Batailles et prisonniers
Après avoir aidé Gargantua à s'endormir à l'aide des Psaumes, le moine se repose, puis s’éveille en sursaut et réveille tous ses compagnons d’armes pour mener une escarmouche nocturne. Le moine lance des encouragements, mais surestime ses propres capacités guerrières. Vitupérant contre l’ennemi, il passe sous un noyer, y reste accroché et se trouve alors comparé à Absalon pendu. Il reproche aux autres de préférer disserter à la manière des prêcheurs décrétalistes plutôt que de venir l'aider. Gymnaste grimpe dans l’arbre et décroche le moine. Frère Jean abandonne son équipement guerrier et ne garde que son bâton, sa mésaventure s'expliquant par le fait d'avoir accepté de vêtir une armure étrangère à sa nature.
Alerté de la déroute de Tripet, et croyant que Gargantua est réellement accompagné de démons, Picrochole envoie une avant-garde aspergée d’eau bénite. Les deux groupes se rencontrent. Les troupes picrocholines, terrorisées par Frère Jean qui crie « Choqcquons, diables, chocquons »s’enfuient sauf leur chef, Tyravant, qui charge tête baissée. Frère Jean l’assomme puis, seul, poursuit l’armée en déroute, ce que désapprouve Gargantua, la discipline militaire exigeant de ne pas acculer un ennemi poussé au désespoir.
Finalement, Frère Jean est fait prisonnier et l’avant-garde contre-attaque. Gargantua reprend le dessus de la bataille. Entretemps, le moine tue ses deux gardiens et fond sur les arrières de l’armée ennemie en pleine confusion. Un nouveau carnage riche de descriptions anatomiques précises se déclenche alors, en écho à celui de l'abbaye. Il emprisonne Toucquedillon, l’aide de camp de Picrochole. Gargantua est très malheureux pour son ami qu’il pense toujours prisonnier. Soudain, ce dernier apparaît avec Toucquedillon et cinq pèlerins que Picrochole gardait en otages. Ils festoient. Gargantua questionne les pèlerins, peste contre les prêcheurs à l'origine de ces voyages où les crédules délaissent les leurs au péril de leur vie, encourage les voyageurs à abandonner le culte des saints et leur offre des chevaux pour rentrer chez eux. Cette critique rejoint une idée commune chez les humanistes et les luthériens, par exemple développée en 1526 dans le colloque d'Érasme Peregrinatio religionis ergo.

#### Assaut de Roche-Clermault et défaite de Picrochole
Toucquedillon est présenté à Grandgousier. Le roi lui déclare que le « temps n'est d'ainsi concquester les royaulmes avecque dommaige de son prochain frere christian » et, après un discours antibelliqueux, le libère et l’invite à raisonner son chef.
Les pays amis de Grandgousier lui proposent leur aide, mais il la refuse, car ses forces sont suffisantes. Il mobilise ses légions. Toucquedillon propose à Picrochole de se réconcilier avec Grandgousier. Hastiveau déclare que Toucquedillon est un traître, mais ce dernier le tue. Et, à son tour, Toucquedillon est mis en pièces sur ordre de Picrochole. Gargantua et ses hommes assiègent le château. Les défenseurs hésitent sur la conduite à tenir. Gargantua passe à l’assaut et frère Jean tue quelques soldats de Picrochole. Les deux armées s'opposent ainsi dans un schéma caricatural, entre l'une disciplinée et puissante, et l'autre désorganisée et isolée,
Voyant sa défaite inéluctable, Picrochole décide de fuir : sur la route, son cheval trébuche ; de colère, Picrochole le tue. Ce dernier tente alors de voler un âne à des meuniers, qui réagissent violemment et, finalement, le volent. Depuis, personne ne sait ce qu’il est devenu. Quant à Gargantua, il recense les rescapés par bienveillance, libère les soldats prisonniers, leur verse trois mois de solde afin qu’ils puissent rentrer chez eux et indemnise les paysans victimes de la guerre. Sa harangue adressée aux vaincus, où il affirme le caractère primordial de la clémence et de l'équanimité de la part du vainqueur, s'inspire, dans sa forme rhétorique, de Mélanchthon et vise encore la politique militaire agressive de Charles Quint, en particulier à l'égard de François Ier.
Gargantua organise enfin un festin grandiose, où il offre à ses seigneurs terres et privilèges : à Gymnaste, le Couldray, à Eudemon, Montpensier, à Tolmere, le Rivau, à Ithybole, Montsoreau, et à Acamas, Candes, entre autres.

### L'abbaye de Thélème
En récompense de sa bravoure, Gargantua propose plusieurs abbayes à Frère Jean, qui commence par refuser : « Car comment (disoit il) pourroy je gouverner aultruy, qui moymesmes gouverner ne sçaurois ? » Il accepte de fonder à son gré une abbaye dans le pays de Thélème, dont l’architecture est en partie inspirée des châteaux de Chambord et de Madrid. La vie des moines y est ordonnée à la fois selon un idéal égalitaire et la primauté de la volonté personnelle, comme l'illustre leur règle unique : « Fay ce que tu vouldras ». Les hommes et les femmes vivent ensemble, aucune fortification n'entoure l’édifice et la pauvreté n'y existe pas. Ce lieu a été à la fois interprété comme une anti-abbaye, une satire monacale, une utopie, un paradis terrestre, un modèle de raffinement et une école de préparation au mariage. Faisant écho à la lecture allégorique évoquée au début du roman, un poème remanié de Mellin de Saint-Gelais conclut le roman, l’« Énigme en prophétie ». Gargantua y lit le déroulement de la volonté divine tandis que Frère Jean l'interprète comme une description du jeu de paume.

## Composition
Le roman est souvent considéré comme une réécriture plus élaborée et plus profonde du précédent, Pantagruel, même si dès les années 1970, des critiques tels que Alfred Glauser et Barbara Bowen soulignent les effets de discontinuité dans le récit. Ces divergences révèlent les tensions du texte : Rabelais procède comme un « architecte comique », il met en place trois dispositifs ostensibles et déconstruits de l'intérieur. Premièrement, le récit est construit de manière linéaire, de la généalogie du géant à la fondation de l’abbaye. Des correspondances entre les séquences assurent la cohérence de l'ensemble, par exemple entre l'éducation guerrière et les faits d'armes de Gargantua. La linéarité du récit, qui s'inspire des romans de chevalerie, des biographies d'hommes illustres et des chroniques, est cependant minée par des épisodes digressifs et inattendus, comme l'invention du torchecul. Deuxièmement, un dispositif d'encadrement enserre les deux extrémités du récit, deux mises en scène de l'interprétation encadrant deux énigmes. Il existe cependant des dissymétries, par exemple sur le plan de l'énonciation : Alcofrybas ouvre la question herméneutique dans le prologue mais n'intervient pas sur le sens de la prophétie. Troisièmement, un jeu d'oppositions traverse l'ensemble, comme les bonnes et les mauvaises manières de vivre ou le tyran Picrochole et l'irénique Grandgousier. Les scènes antithétiques se complexifient de la même façon : Frère Jean, qui est une figure positive, banquète joyeusement avec ses nouveaux compagnons ; Gargantua n'adopte pas le pacifisme résolu de son père. L'agencement troublé de la trame narrative permet d'affirmer la puissance de la parole des personnages et du narrateur qui s'affranchit du cours logique du récit ; de se déprendre avec ironie des modèles narratifs et de nourrir le sens de lecture sans le figer.
L'encadrement du récit forme une « composition symétrique en chiasme » : l'ouverture commence par un prologue qui pose le problème de l'interprétation suivi d'une énigme, la fermeture débute par une énigme ensuite interprétée. La mise en scène du travail herméneutique rappelle à la fois son caractère nécessaire et problématique : le narrateur invite à interpréter à plus haut sens tout en moquant l'entreprise dans le prologue ; deux lectures sont faites de la prophétie finale, sans que l'une ne supplante l’autre. La tonalité injonctive d'Alcofribas Nasier contraste avec l’appel à la créativité qui termine le roman sans le conclure sur une vérité définitive. Les fanfreluches antidotées et la prophétie offrent une illustration factice de cette théorie. Elles constituent des mises en abyme et un redoublement comique du discours sur l'ambivalence de l’écriture. Néanmoins, contrairement aux fanfreluches, un effort de déchiffrement est effectué pour la seconde énigme. La complexité de cette structure dessine les contours d'une œuvre ouverte qui sollicite l'intelligence du lecteur.

## Analyse thématique

### Le masque comique
Si la question de l’ambivalence ou de l’univocité du sens se pose pour toute la geste pantagruélique, elle a particulièrement partagé la critique en ce qui concerne Gargantua, considéré parfois comme l'exposé ordonné des thèses présentes dans Pantagruel. Les tenants d’une lecture historique comme Abel Lefranc ou Michael Screech insistent sur la transparence d’une œuvre mise au service d’un idéal humaniste ; des commentateurs rétifs aux postures positivistes insistent sur sa dimension ludique et ses ambiguïtés ; Leo Spitzer avançant son irréalisme. Il est en réalité pertinent, comme le montre Gérard Defaux, de considérer que le sérieux et le comique s’interpénètrent sans cesse, y compris dans les passages en apparence les plus idéologiques ou au contraire plus débridés. Réduire l’œuvre à un pensum humaniste et sa dimension comique à un palliatif conduit à méconnaître la part gratuite du rire rabelaisien. La multiplicité des interprétations est sollicitée par le texte lui-même, comme l’illustre le prologue ou l’énigme en prophétie. Ainsi, les joyeux massacres de Frère Jean offrent un contrepoint d'un burlesque sauvage aux déclarations pacifistes de Grandgousier. Il reste cependant qu'il existe des prises de position et une orientation du discours manifeste, par exemple la satire des sophistes ou du pèlerinage n'est pas problématisée par une perspective contraire.
La relative opacité du texte rabelaisien s'explique en partie par son « masque comique », porté dans Gargantua par le narrateur Alcofrybas Nasier. Aussi fabulateur que Panurge dans les autres romans de la geste pantagruélique, il adopte une posture de sophiste où l'éloquence l’emporte sur le désir de vérité. Il tient des propos mystificateurs et déploie une érudition trompeuse, comme le montrent les citations fallacieuses de saint Paul et de Salomon utilisées pour justifier l'étrange nativité de 11 mois. Il participe à la mise en doute du récit et confondre son récit avec les idées de Rabelais conduit nécessairement à des contresens. Il adopte des tournures archaïques et étale son érudition stérile avec une pédanterie qui est justement une cible des humanistes.
Alcofrybas interpelle le lecteur à de multiples reprises et réclame son adhésion au texte, créant un effet de connivence théâtral. Rompant par là l’immersion fictionnelle, il ne se contente pas d'alléguer la véracité du récit quand il n’est pas vraisemblable, artifice rhétorique éculé déjà présent dans Pantagruel, mais il questionne l'esprit critique du destinataire en refusant de le ménager. Ce procédé problématise, voire annule la suspension de l’incrédulité. La phrase : « Si ne le croyez, le fondement vous escappe » illustre cet usage détourné de la captatio benevolentiae : elle peut aussi bien supposer un défaut de raisonnement (sens figuré de « fondement ») du lecteur que constituer une malédiction à son égard (renvoyant à l'acception scatologique de ce mot). Par le biais de ce narrateur alternativement désinvolte, impérieux ou fanfaron, Rabelais met en exergue la question de la croyance et de la responsabilité individuelle.
Le prologue invite à la lecture allégorique, comme le rappelle la métaphore des silènes d'Alcibiade qui se trouve déjà dans le Banquet de Platon avant d'être reprise par les humanistes de la Renaissance comme Érasme dans ses Adages et Pic de la Mirandole. Et pourtant, il moque l'exagération des glossateurs et ramène à l'indépassable horizon de la lettre en jouant avec les allégories qu'il déploie. Rabelais déforme le nez de Socrate, que Galien décrivait comme camus et non pointu, déguisant un personnage connu pour sa laideur contrastant avec la beauté de son éloquence, et l'utilise pour symboliser un livre, alors que le philosophe condamne l’écriture dans le Phèdre. Autre lieu commun en apparence, l'image de l'os que le chien casse pour en sucer le contenu semble à première vue opposer la profondeur à son écorce superficielle. Or, dans la médecine galénique, la « sustantificque moelle » nourrit l'os. Dans cette perspective, l’allégorie ostéologique signifie que l’esprit est la meilleure nourriture pour la lettre dont elle est un aboutissement. Érasme, dans le troisième livre de l’Ecclesiastes, affirme que le Saint-Esprit a probablement prévu toutes les significations que l’exégète découvre en accord avec les dogmes de la foi. De même, si Rabelais suggère d'interpréter à plus haut sens, il semble par le jeu de son ironie rappeler que cette interprétation n'est jamais qu'une des possibilités envisageables.
La prolifération des noms propres constitue un autre obstacle à la transparence du texte. Leur profusion produit une impression de débordement plutôt qu'un effet de réel. Les références à des personnes et à des lieux sont parfois connus d’un cercle restreint d'initiés, comme les habitants du pays de Chinon ou des érudits proches de l’écrivain. En outre, ces allusions sont parfois masquées sous une forme énigmatique. Ce procédé contraste avec la fonction allégorique de certains personnages, l’allégorie reposant sur une transparence de l’idée incarnée par le protagoniste. Ainsi, le fait que Toucquedillon signifie « fanfaron » en languedocien n’est évident que pour un nombre restreint de lecteurs. Cette opacité, présente dès l’époque de Rabelais, se conjugue à des passages volontairement cryptiques, comme l’épisode des fanfreluches antidotées et les propos des biens ivres. Elle montre que le roman rabelaisien ne se réduit pas au récit d’une histoire mais s’offre aussi comme un jeu sur le signe n’hésitant pas à suspendre l’illusion référentielle.

### La réforme de l'éducation
Le roman exacerbe la charge contre les méthodes pédagogiques scolastiques héritées de la période médiévale, comme le montrent les commentaires de Ponocrates à l’égard du collège de Montaigu ou le discours confus de Janotus de Bragmardo. De manière symétrique, Rabelais décrit un système éducatif nourri des idées humanistes qui s’oppose à cet ancien modèle.
L’effet néfaste des précepteurs sophistes sur la personnalité de Gargantua se remarque non seulement par sa paresse et son ignorance mais par le caractère répétitif du récit, l’accumulation d’activités menées sans discernement (jeux, repas et messes) et où l’étude prend peu de place. Le contenu de son instruction ne lui sert qu’à justifier son appétit insatiable et ses habitudes oisives. À l’inverse, l’éducation proposée par Ponocrates insiste sur les activités cérébrales plutôt que corporelles. Un emploi du temps réglé remplace un comportement indolent, les jeux et la nourriture deviennent des moments d’apprentissage, l’entraînement sportif succède au simple défoulement, le plaisir dans le travail est préféré à la satisfaction des instincts.
Les sophistes inculquent à Gargantua un langage constitué de syllogismes erronés, d’une logique approximative, d’un recours abusif aux arguments d’autorité et de répétitions ennuyeuses, donc une parole inauthentique. La pédagogie humaniste repose au contraire sur une parole explicative, confrontée à l’expérience, source de débats et d’interrogations, à même de nourrir une curiosité libre.
Le chapitre XI, consacré aux passe-temps du jeune Gargantua, dépeint avec fantaisie la sauvagerie du petit enfant par le biais de 59 expressions prises au sens littéral, se déclinant en quatre catégories : le sale (« écorchait le renard », c'est-à-dire vomir), la vie quotidienne (« songer creux »), le corps (« pisser contre le soleil ») et l’animalité (« ferrer les cigales »). Cette peinture d'une condition puérile d'abord tournée vers la curiosité pour le monde extérieur et la satisfaction des besoins physiques contraste avec le sérieux des traités de pédagogie, y compris ceux des humanistes Vivès et Erasme. La représentation rabelaisienne de l'enfance est singulière, car elle ne se limite pas aux préoccupations éducatives de l'époque et offre une image amusée des premiers âges de la vie.
À cause de ses dispositions naturelles et de sa consommation de « purée septembrable » (le moût de raisin), la complexion du jeune Gargantua est dite « phlegmatique », ce qui selon la théorie des humeurs en vogue à la Renaissance signifie que le phlegme domine dans sa masse sanguine. Or ce tempérament est réputé le plus rétif à l’activité intellectuelle en raison de la lourde substance qui encrasse le cerveau. Les précepteurs sophistes n'ignorent pas les recommandations de l'école de Salerne en matière de diététique mais peinent à les appliquer, leur jeune élève se contentant de se vautrer dans son lit plutôt qu’effectuer de réels exercices physiques. L'hygiène corporelle instituée par Ponocrates, comme la friction du matin et l'allègement du petit-déjeuner, s'inscrit au même titre que les disciplines scolaires dans ce nouveau régime pédagogique. L’ingéniosité du géant est d'autant plus remarquable au regard de son caractère tourné vers l'indolence.

### Le corps, entre l'emblème et le carnaval

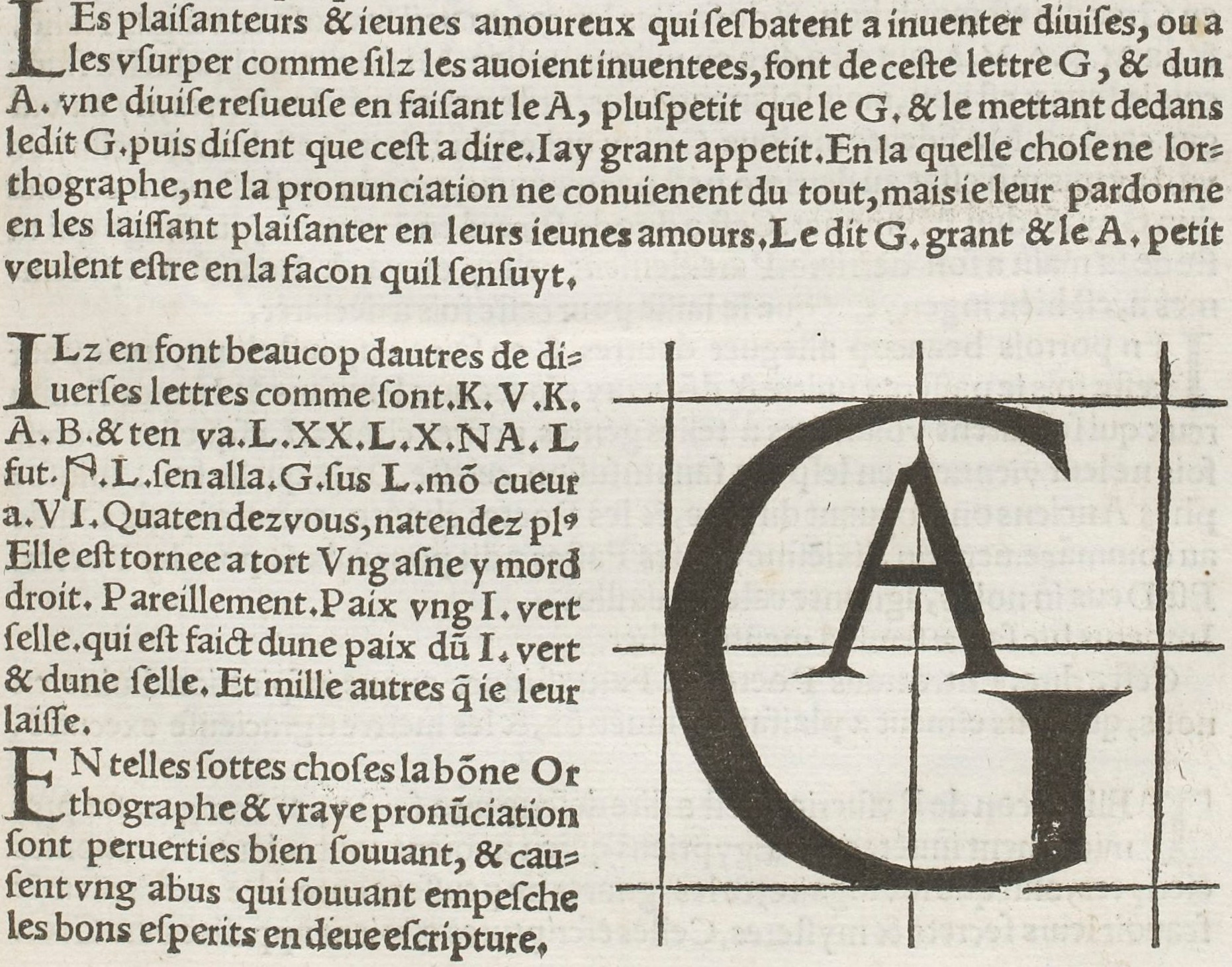
Le calembour typographique rapporté par Geoffroy Tory à propos du grand G qui inclut un petit A, se traduisant par « J’ai grand appétit », a peut-être influencé le choix du nom Gargantua,.

L’image du corps, telle qu’elle se reflète dans les jeux visuels et les procédés figuratifs du roman, s’inspire de conceptions médiévales retravaillées selon les perspectives de la Renaissance. Selon Martine Sauret, les visions parcellaires du corps qu'offrent le roman associent dans un même mouvement ses dimensions comiques et symboliques La science des emblèmes inspire Rabelais dans la composition du texte et la connotation du sens : il recourt à l’écriture emblématique sur un mode allégorique, en tissant des rapports thématiques entre les symboles, et sur un mode hiéroglyphique, en associant des idées à des images. Le médaillon qui orne le chapeau de Gargantua, représentant un corps hermaphrodite à deux têtes, quatre jambes et quatre bras, est exemplaire de ce dernier mode : il fonctionne non seulement comme une devise qui caractérise le prince mais exprime l’idéal d’unité spirituelle sous-jacent au texte,.
Selon Bakhtine, la représentation du corps est mise au service d'une esthétique carnavalesque puisant dans la culture populaire médiévale. Dans cette perspective, l'esthétique grotesque ne se réduit pas à la satire d'éléments particuliers : l'énormité et la diversité des images excessives participent à un registre comique qui dépasse les seules visées polémiques. L'épisode des pèlerins mangés en salade s'inscrit dans une raillerie traditionnelle à l'égard de la superstition des fidèles et de l'inutilité sociale des pèlerinages mais les motifs de l'avalage et du compissage qui offrent une vision rabaissante de certains psaumes relèvent d'une démesure avant tout joyeusement triviale. Le bas corporel conforte ce réalisme grotesque par le détrônement de réalités considérées comme nobles et sacrées. Dans sa recherche du meilleur torchecul, le jeune Gargantua réévalue son environnement matériel sous un angle scatologique et achève ce détrônement en associant la béatitude des héros élyséens à la volupté de s'essuyer avec un oison.

### Modération de la guerre et pensée stratégique
Rabelais est influencé par le pacifisme d'Érasme mais ne le rejoint pas dans son rejet radical des armes, ce dernier déclarant une paix injuste préférable à la plus juste des guerres dans son traité Querela pacis (La plainte de la paix). L'attitude de Grandgousier, qui tente d'apaiser Picrochole par la recherche du compromis, témoigne d'un attachement à la paix que le prince se doit de préserver. L'attitude du géant rejoint les préconisations de Claude de Seyssel dans la Monarchie de France quand il réunit son conseil afin de décider de la conduite des opérations et de se résoudre au conflit uniquement en dernier recours. Sans en être les inventeurs, les humanistes plaident en faveur de la résolution pacifique des différends, notamment par une enquête capable de mettre à jour les causes du litige, contrairement aux conseillers de Picrochole qui excitent la colère de leur souverain par leurs mensonges et leurs calomnies, et la recherche de la conciliation par le rachat des fouaces. Par différence avec Le Prince de Machiavel, le désir de conquête est réprouvé, non seulement à cause des maux qu'il engendre mais aussi parce que la première mission qui incombe au monarque est d'assurer le bonheur de ses sujets. Néanmoins, l'annexion en représailles après une agression n'est pas jugée illicite, ce qui montre bien un parti pris différent d'Érasme. La légitimité sur les nouveaux territoires se construit avec l’assentiment des peuples conquis, ce qui suppose une administration juste et efficace. À l'inverse, Machiavel affirme que la ruine est le meilleur moyen de leur assujettissement. L'humanisme de Rabelais se vérifie dans l'économie de moyens dans la conduite de la guerre, idée platonicienne qui a inspiré Érasme et Budé dans leurs Institutions du prince respectives : à l'opposé des pillages et de la cruauté sont valorisées la retenue dans l’emploi des armes et la clémence pour les ennemis.

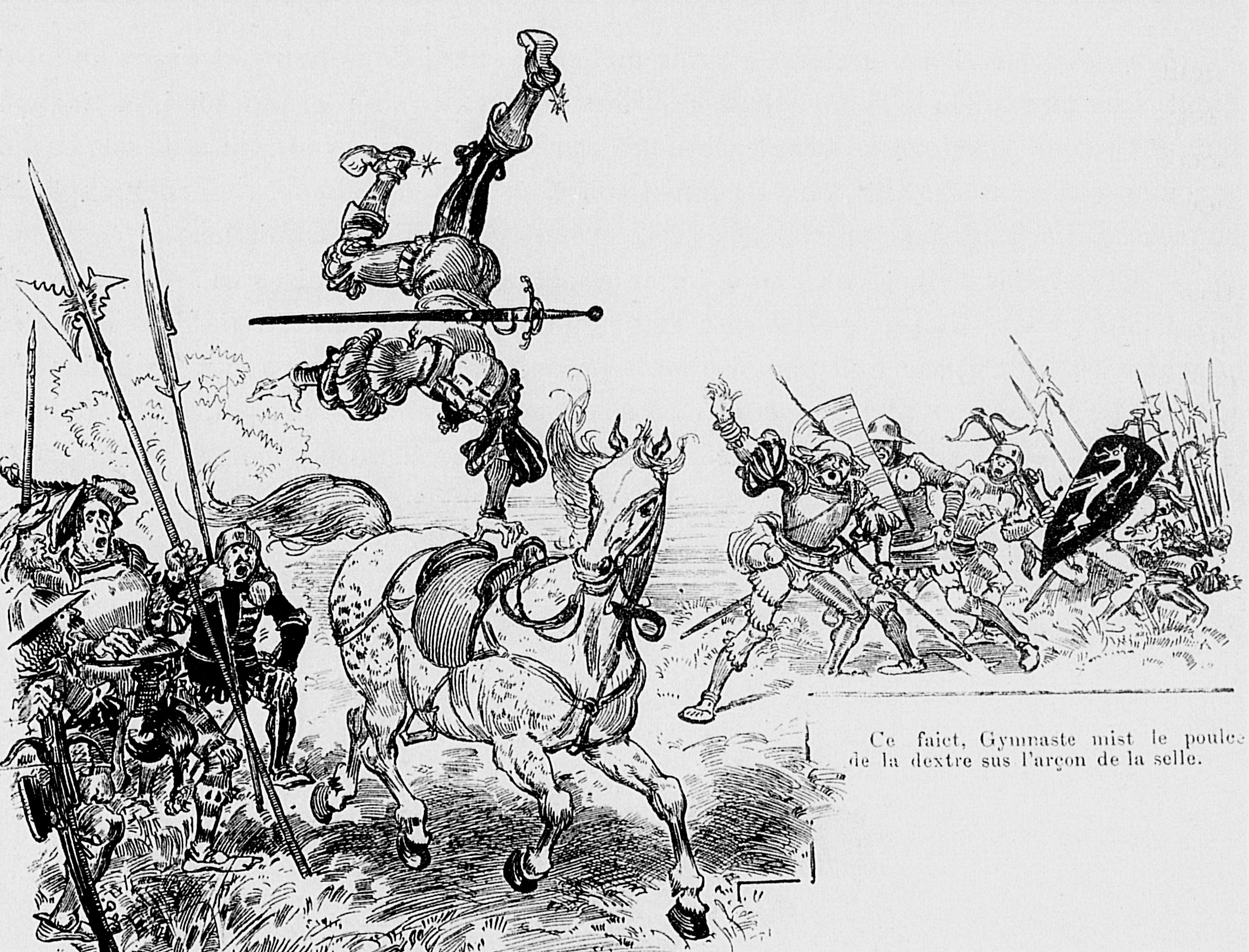
Gymnaste met en déroute ses ennemis par la ruse (Robida, 1886).

La guerre picrocholine porte les traces de la doctrine militaire des humanistes, nourrie de la réflexion des Anciens malgré l'invention alors récente de l’artillerie. Rabelais s'est notamment inspiré des Stratagemata de Frontin et du De re militari de Végèce, publiés à Paris en 1532. Ils n'étaient pas oubliés au Moyen Âge mais un soin particulier fut apporté à la Renaissance pour l'éclaircissement des termes techniques et du contexte historique. La discipline, l’autosuffisance et l’ordonnancement des légions de Gargantua, qui affrontent les caterves incohérentes et rapineuses de Picrochole, se modèlent ainsi sur la formation des troupes romaines. La ruse et les stratagèmes, improvisés ou non, s'inscrivent dans cette pensée stratégique et distinguent l'armée gargantuine de la brutalité aveugle des ennemis : Gymnaste exploite la superstition de ses adversaires et la Grand Jument met en déroute les assaillants sur le gué de Vède en provoquant une crue. Ce dernier point fait écho à Frontin relatant l'exemple de Quintus Métellus détournant un cours d'eau afin de noyer un camp lors d'une guerre en Hispanie citérieure. La valorisation de la discipline militaire se vérifie dans les talents d'écuyer de Gymnaste et l'entraînement de sa monture habituée au danger et aux cadavres. Les considérations tactiques de Rabelais dessinent un modèle tiré de l'art militaire antique mais qui s'inscrit dans l’actualité, ainsi que le montre l'ordonnance édictée par François Ier le 24 juillet 1534, décrétant le congédiement des mercenaires suisses et la création des légions d'infanterie.

### Valeurs et pragmatisme du bon prince
Les choix politiques de Grandgousier et de Gargantua pourraient s'inscrire contre les positions développées par Machiavel mais il n’existe pas de preuve établie. Si des copies manuscrites du Prince et des Discours circulent dès les années 1510, ces œuvres ne sont imprimées que dans la décennie 1530, même s'il est possible que Rabelais en ait eu connaissance lors d'un de ses voyages en Italie. Toujours est-il que dans le roman, les héros de l'Antiquité ne sont pas toujours pris en exemple, surtout quand ils contreviennent aux valeurs évangéliques, Alexandre et César étant cités comme les exemples des conquérants à suivre par Toucquedillon. Machiavel considère au contraire que la recherche de la gloire et l’art militaire priment sur des valeurs morales qui apportent au mieux une renommée secondaire. De plus, il préconise l’audace brutale et l'inflexibilité pour se rendre maître du destin tandis que Gymnaste montre l'importance de l'humilité et de la prudence face aux aléas de la fortune.
L'opposition entre un bon prince et un tyran maléfique, sans être fausse, doit être nuancée. Gargantua est plus enclin à la violence que son père Grandgousier, qui apparaît comme un vieillard plus enthousiaste dans le confort de son château que sur un champ de bataille. Ce dernier représente le prince constitutionnel et féodal du Moyen Age, tandis que Gargantua pense au rapport de force comme un roi moderne. S'il ne punit pas les soldats sans grade, il confie à Ponocratès la régence du royaume de Picrochole qui s'est enfui. Soucieux d'éviter un excès de faiblesse, il demande que soit livrés les conseillers et les capitaines malfaisants.
La pensée politique de Gargantua n'est pas exempte de tout calcul, voire de cynisme. L'éloge de la clémence de Grandgousier dissimule une subreptice prise de pouvoir par Gargantua. Ce dernier, qui a pris les armes au nom de son père officiellement toujours sur le trône à la fin des hostilités, distribue en effet des fiefs dont il n'a pas la propriété. Afin de justifier sa politique de don, Gargantua tient un discours sur la mansuétude des aïeux qui peut être compris de manière discrètement ironique. En effet, il prend comme exemple la victoire de Charles VIII sur les Bretons à Saint-Aubin-du-Cormier et la destruction du Parthenay, où le roi ne fut pas particulièrement magnanime au dire des témoins. Surtout, il explique comment Alpharbal, roi des îles Canaries, témoigna envers Grandgousier d'une reconnaissance démesurée envers la générosité de ce dernier qui le traita avec humanité et chargé de dons, alors qu'il avait tenté d'envahir son royaume. Il s'agit d'une inversion historique, car c'est la flottille de Jean de Béthencourt qui s'empara d'une partie de l’archipel avant qu'il ne fut cédé à la couronne espagnole. Ainsi, même si la bienveillance s'inscrit dans la perspective humaniste, le discours de Gargantua laisse supposer un persiflage à l'égard de ce même type de panégyrique, qui est en réalité une justification machiavélique du vainqueur. Elle permet au passage d’égratigner les « roys et Empereurs (...) qui se font nommer Catholicques » et ne se comportent pas comme tels, allusion probable à Charles Quint ou aux rois catholiques qui acceptèrent comme présents les rois de Ténérife réduits à l’esclavage.

## Origine du géant

### Folklore et mythologie celtique
Avant le XIXe siècle, les lettrés crurent longtemps que Gargantua était une invention de Rabelais, jusqu'à ce que la parution d'études au XIXe siècle affirmât progressivement l'origine populaire du géant. Dans les années 1810, Thomas de Saint-Mars engage ce domaine de recherche en montrant des traces du géant dans les traditions locales et la toponymie, comme le mont Gargan au nord de Nantes. En 1863, Henri Gaidoz rattache Gargantua à Gargan, un dieu celte du soleil hypothétique. Puis, en 1883, Paul Sébillot compile ces indices dans Gargantua et les traditions populaires. À partir des années 1940, Henri Dontenville poursuit le travail de Gaidoz, localise les traces de Gargantua et les replace dans un contexte mythologique médiéval.

### Chroniques gargantuines
De 1535 à 1540 paraissent un ensemble de chroniques qui mettent en scène le personnage de Gargantua. Dans Pantagruel, le premier roman de Rabelais, le narrateur mentionne les Grandes et inestimables chroniques du grant et enorme geant Gargantua, affirmant à leur propos : « il en a esté plus vendu par les imprimeurs en deux moys qu'il ne sera acheté de Bibles en neuf ans ». Rabelais, qui a sans doute participé à l'édition de 1532 de ces Chroniques, s'inscrit dans son sillage en reprenant la figure du géant et s'en inspire pour parodier à son tour le roman de chevalerie et le récit historique.

## Postérité, reprises et inspirations

### Parc d'attractions
Gargantua était représenté dans une immense statue située dans l'ancien parc d'attractions Mirapolis près de Paris. La statue creuse était la plus grande d'Europe et la deuxième plus grande du monde, derrière la statue de la Liberté. L'attraction a été démolie en 1995 après la faillite du parc.

La tête en contre-plongée
Logo de l'ancien parc Mirapolis qui reprend la silhouette de Gargantua.

### Éditions

#### Chroniques gargantuines duXVIesiècle
- Les grandes et inestimables Cronicques du grant et énorme géant Gargantua, Lyon, chez la veuve de Barnabé Chaussard, 1532 - Réédition : éditions des Quatre Chemins, 1925.
- Le vroy Gargantua, 1533. Réédition : Nizet, 1949
- Les Croniques admirables du puissant roy Gargantua, 1534. Réédition : Éditions Gay, 1956.

#### Gargantua

##### Éditions anciennes
Une dizaine d'éditions de Gargantua sont parues du temps de l'écrivain.
- Gargantua, François Juste, 1534-1535, Lire en ligne
- La vie treshorrificque du grand Gargantua, François Juste, 1542
- La Plaisante, et joyeuse histoyre du grand Geant Gargantua, Etienne Dolet, 1542

##### Éditions modernes
- François Rabelais (édition établie, présentée et annotée par Mireille Huchon ; avec la collaboration de François Moreau), Œuvres complètes, Paris, Gallimard, coll. « Bibliothèque de la Pléiade » (no 15), 1994, 1801 p., 18 cm (ISBN 978-2-07-011340-8, BNF 35732557)
- François Rabelais (édition établie, présentée et annotée par Mireille Huchon), Gargantua, Paris, Gallimard, coll. « Folio » (no 4535), 2007, 673 p. (ISBN 978-2-07-031736-3)

### Travaux critiques

#### Ouvrages généraux
- Mikhaïl Bakhtine (trad. du russe par André Robel), L’œuvre de François Rabelais et la culture populaire sous la Renaissance, Paris, Gallimard, coll. « Tel » (no 70), 1982 (1re éd. 1965), 476 p. (ISBN 2-07-023404-5, BNF 36604405).
- Gérard Defaux, Études rabelaisiennes, vol. 32 : Rabelais agonistes, du rieur au prophète : études sur Pantagruel, Gargantua, Le Quart Livre, Genève, Droz, coll. « Travaux d'Humanisme et Renaissance » (no 309), 1997, 627 p. (ISBN 2-600-00202-2, BNF 35869498, présentation en ligne).
- Michael Screech (trad. de l'anglais par Marie-Anne de Kish), Rabelais, Paris, Gallimard, coll. « Tel » (no 357), 1992, 640 p. (ISBN 978-2-07-012348-3, BNF 41384120, présentation en ligne), p. 273-387.

#### Origine et nature du géant Gargantua
- Guy-Édouard Pillard, Le Vrai Gargantua : mythologie d'un géant, Paris, Imago, 1987, 200 p. (ISBN 2-902702-38-8, présentation en ligne)
- Bruno Braunrot, « Hommes et géants : la conception du compagnonnage dans le Gargantua-Pantagruel », dans Michel Simonin (dir.), Rabelais pour le XXIe siècle : actes du Colloque du Centre d’Etudes supérieures de la Renaissance, Chinon-Tours, 1994, Genève, Droz, coll. « Études rabelaisiennes » (no XXXIII), 1998, p. 1991-1999
- Walter Stephens (trad. de l'anglais par Florian Preisig), Les Géants de Rabelais : folklore, histoire ancienne, nationalisme [« Giants in Those Days : Folklore, Ancien History, and Nationalism »], Paris, Honoré Champion, coll. « Études et essais sur la Renaissance / La Renaissance française » (no LXIX), 2006 (1re éd. 1989), 590 p. (ISBN 2-7453-1399-1)

#### Genre, style et narration
- François Rigolot, Les Langages de Rabelais, Genève, Droz, coll. « Titre courant », 1996, 195 p. (ISBN 2-600-00506-4, lire en ligne)
- Mireille Huchon, « Rabelais et les genres d’escrire », dans Raymond C. La Charité (dir.), Rabelais’s Incomparable Book : essays on his art, Lexington, French Forum, 1986, p. 226-247
- Mawy Bouchard, « Parce que le rire est le propre… du roman ? La profanation romanesque de l’écriture à la Renaissance », Études françaises, vol. 47, no 2,‎ 2011, p. 39-53 (lire en ligne)
- Philippe de Lajarte, « De l’enfance du héros à l’utopie thélémite : ruptures du discours et logique du récit dans le Gargantua », Seizième Siècle, no 8,‎ 2012, p. 275-286 (lire en ligne, consulté le 26 janvier 2019)

#### Humanisme, éducation
- Martine Sauret, Gargantua et les délits du corps, New York, Peter Lang, coll. « Studies in the humanities » (no 33), 1997, 145 p.
- Ingrida Bakutyte et Paul J. Smith, « La naissance de Gargantua, le choix d'Hercule et les inondations du Nil », Revue d'histoire littéraire de la France, vol. 113, no 1,‎ 2013, p. 3-14 (ISSN 0035-2411, e-ISSN 2105-2689, DOI 10.3917/rhlf.131.0003, lire en ligne, consulté le 1er mars 2020).
- Jean-Claude Ternaux, « Tyrannie et liberté dans Gargantua », Hipogrifo. Revista de literatura y cultura del Siglo de Oro, vol. 7, no 1,‎ 2019, p. 507-515 (DOI 10.13035/H.2019.07.01.39, lire en ligne, consulté le 1er mars 2020).
- Christine Seutin, « Démesure, folie et sagesse dans le Gargantua de Rabelais », dans Denise Alexandre (dir.), Héroïsme et démesure dans la littérature de la Renaissance : les avatars de l’épopée, Saint-Etienne, Publications de l’université de Saint-Etienne, 1998 (présentation en ligne), p. 113-134.
- Olivier Zegna-Rata, « L'acheminement vers la parole ou l'éducation de Gargantua », dans Études rabelaisiennes, t. XXX, Genève, Droz, 1995 (ISBN 2-600-00061-5), p. 7-29.

#### Adaptations
Les adaptations de l'univers rabelaisien ou de la geste pantagruélique dans son ensemble et non du seul roman Gargantua sont regroupées dans l'article « François Rabelais ».
- Sous la houlette de Bernard Deyriès, une série d'animation en 26 épisodes est produite en 1993 et diffusée sur France 3, dans l'émission Les Minikeums[47].